# لیتل بریتین پنسیلوانیا
لیتل بریتین پنسیلوانیا (به انگلیسی: Little Britain) یک منطقهٔ مسکونی در ایالات متحده آمریکا است که در شهرستان لنکستر، پنسیلوانیا واقع شده‌است. لیتل بریتین پنسیلوانیا ۳۷۲ نفر جمعیت دارد.